# Myasishchev M-70
Il nome Myasishchev M-70 si riferisce al progetto di un idrobombardiere strategico portato avanti dall'OKB-23 Myasishchev a partire dal 1956. Venne progettato in risposta ad un requisito della VVS sovietica, che temeva che le basi dei suoi bombardieri a lungo raggio fossero in gran parte distrutte da un attacco nemico. Questo aereo, che era in grado di operare su superfici liquide, non andò mai oltre lo stadio di progetto.

## Storia

### Sviluppo
Lo sviluppo di un aereo da bombardamento strategico in grado di operare su superfici liquide venne iniziato dall'OKB di Vladimir Michajlovič Mjasiščev a partire dal 1956. Il 15 agosto di quell'anno, infatti, una risoluzione del Consiglio dei ministri dell'Unione Sovietica mise in evidenza la possibilità che gran parte delle basi dell'aviazione strategica fosse messa fuori uso da un attacco nemico. Per questa ragione, tre uffici tecnici (Tupolev, Beriev e, ovviamente, Myasishchev) iniziarono a lavorare su progetti di aerei idrovolanti o anfibi, che fossero in grado di operare senza utilizzare piste terrestri.
In precedenza, gli unici aerei di questo tipo erano stati proposti da Roberto Oros di Bartini.
Il progetto preliminare venne presentato nell'agosto del 1957 ma, come altri velivoli simili, non ebbe seguito.

## Descrizione tecnica
Il progetto dell'M-70 prevedeva una macchina di grandi dimensioni, caratterizzato da uno schema aerodinamico convenzionale con ala a freccia e coda con deriva singola ed impennaggio classico. Il peso al decollo previsto era di circa 240 tonnellate, delle quali 144 di carburante.
La propulsione sarebbe stata assicurata da quattro turbogetti, due sistemati su dei piloni posti sopra l'ala, ed i rimanenti alla base della deriva di coda, in coppia. Questi, secondo i progettisti, sarebbero stati in grado di spingere l'M-70 alla velocità massima di 1.800 km/. La velocità di crociera prevista era invece compresa tra i 950 ed i 1.700 km/h. L'autonomia prevista era nell'ordine dei 6.500-7.500 km. Tuttavia, era stata prevista la possibilità di rifornire l'M-70 con dei sottomarini: in questo caso, la distanza percorribile sarebbe salita a valori compresi tra i 18.000 ed i 20.000 km.
Questo aereo, progettato per operare sull'acqua, per le manovre di decollo ed atterraggio avrebbe dovuto utilizzare una sorta di pattino retrattile.